# Верхньоклапанний двигун

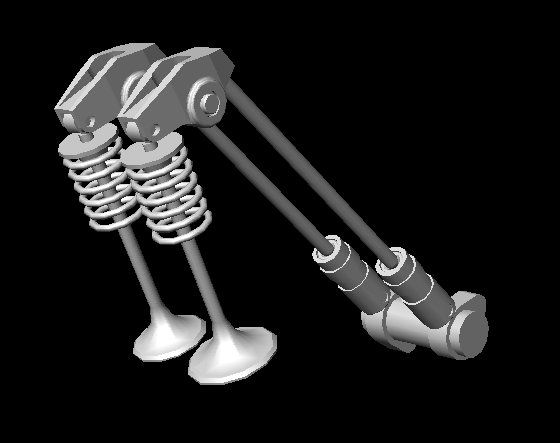
Компоненти традиційного клапанного механізму двигуна OHV

Двигун з верхнім розташуванням клапанів (OHV), іноді називають штовхачним двигуном, — це поршневий двигун, клапани якого розташовані в головці циліндра над камерою згоряння. Це контрастує з попередніми двигунами з плоскою головкою, де клапани були розташовані під камерою згоряння в блоці двигуна.
Хоча двигун з верхнім розташуванням розподільного вала (OHC) також має верхні клапани, загальне використання терміна «двигун з верхнім розташуванням клапанів» обмежується двигунами, де розподільний вал розташований у блоці двигуна. У цих традиційних двигунах OHV рух розподільного вала передається за допомогою штовхачів (звідси термін «штовхачним двигуном») і коромисел для керування клапанами у верхній частині двигуна. Однак у деяких конструкціях розподільний вал розташований у головці блоку циліндрів, але все ще розташований під або поруч із клапанами (хороші приклади Ford CVH і Opel CIH), тому, строго кажучи, це конструкції верхніх клапанів.
Деякі перші двигуни з впуском над випуском використовували гібридну конструкцію, яка поєднувала елементи бічних і верхніх клапанів.

## Історія

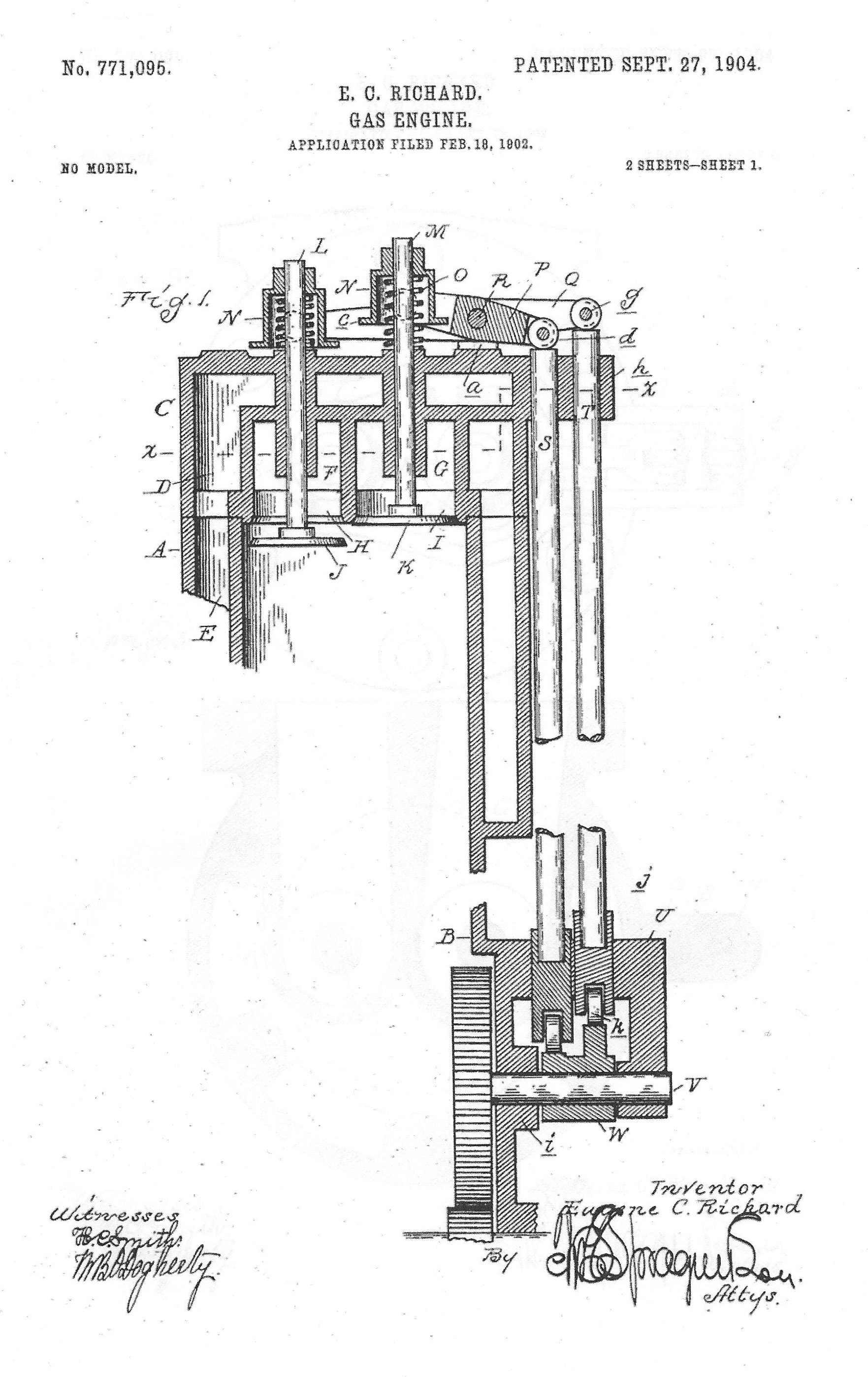
Патент 1904 року на верхньоклапанний двигун Buick

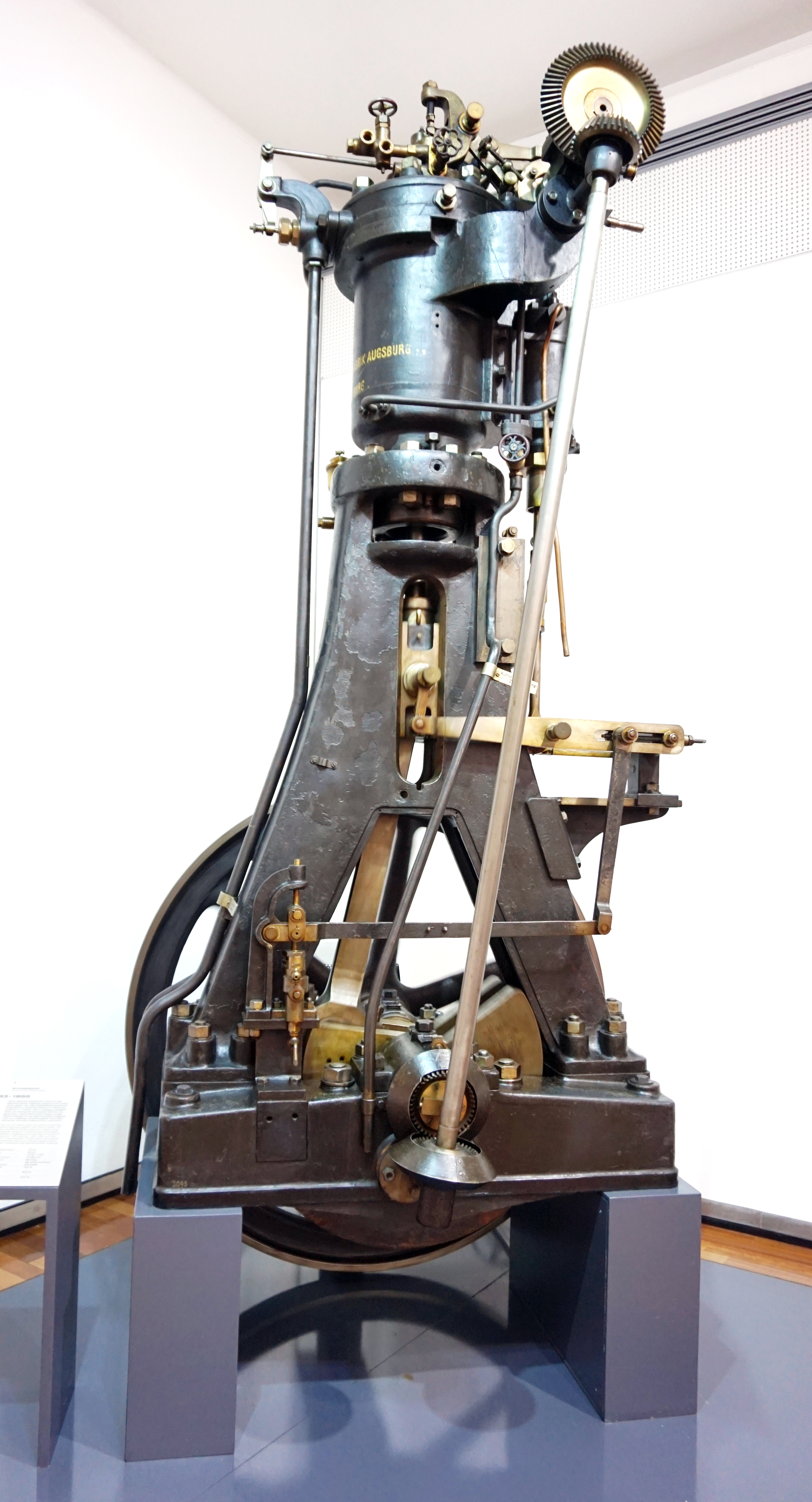
Прототип верхньоклапанного дизельного двигуна 1894 року

Перші двигуни внутрішнього згоряння базувалися на парових двигунах і тому використовували золотникові клапани. Так було з першим двигуном Отто, який вперше був успішно запущений у 1876 році. Оскільки двигуни внутрішнього згоряння почали розвиватися окремо від парових машин, тарілчасті клапани ставали все більш поширеними.
Починаючи з Daimler Reitwagen 1885 року, кілька автомобілів і мотоциклів використовували впускні клапани, розташовані в головці блоку циліндрів, однак ці клапани приводилися в дію вакуумом («атмосферними»), а не розподільним валом, як у типових двигунах OHV. Випускний(і) клапан(и) приводився в рух розподільним валом, але був розташований у блоці двигуна, як у двигунах з бічним клапаном.
Прототип дизельного двигуна 1894 року використовував верхні тарілчасті клапани, які приводилися в дію розподільним валом, штовхачами та коромислами, тому він став одним із перших двигунів OHV. У 1896 році Вільям Ф. Девіс отримав патент США 563 140 для двигуна OHV з рідинним охолоджувачем, що використовується для охолодження головки блоку циліндрів, але жодної робочої моделі не було створено.